# Dom Phillips

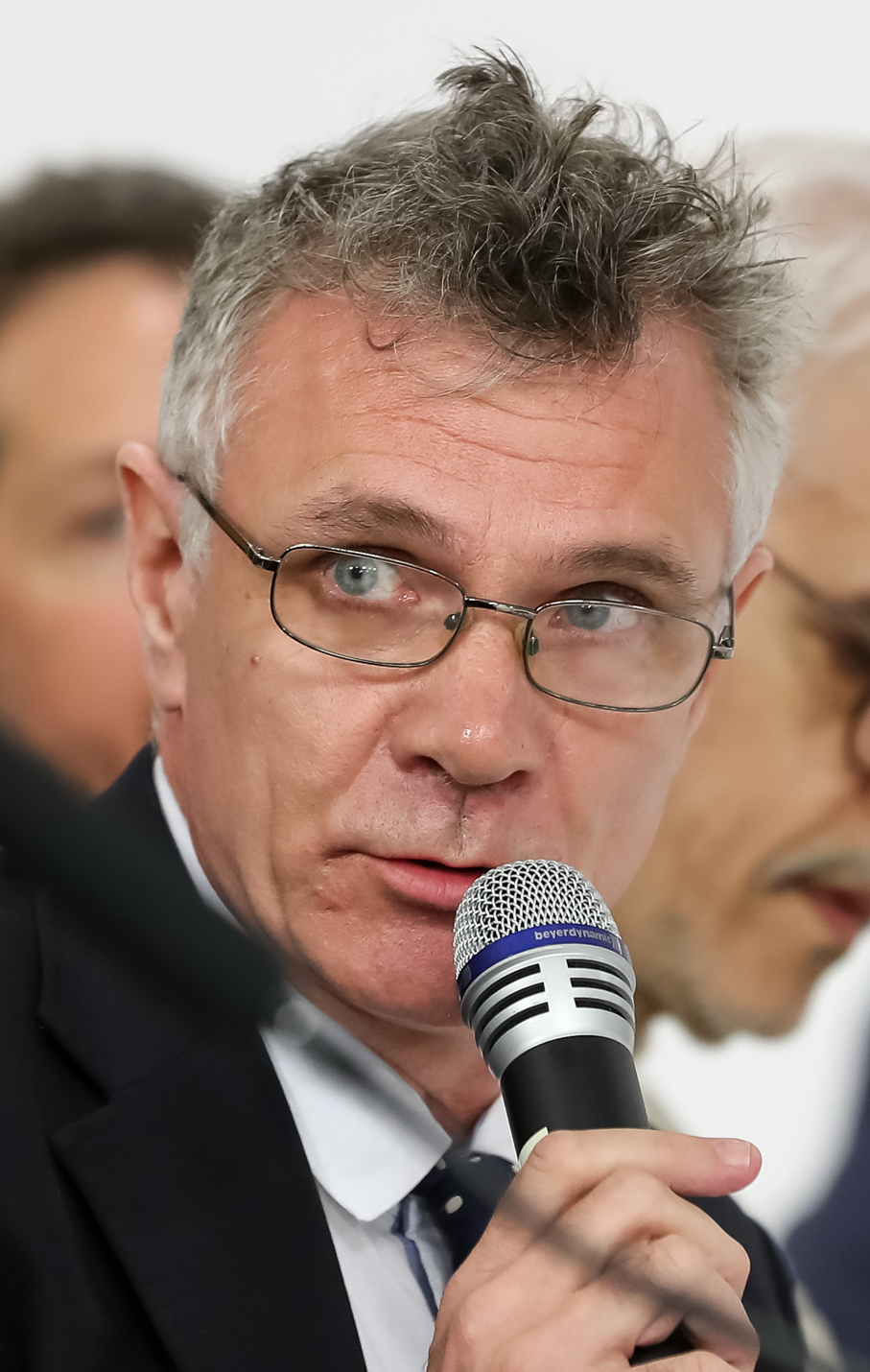
Dom Phillips

Dominic Mark Phillips, född 23 juli 1964, död juni 2022, var en brittisk frilansjournalist. Han skrev för The Guardian och The Washington Post. 
Den 5 juni 2022 försvann Phillips och Bruno Pereira, en brasiliansk expert på ursprungsbefolkningar i Brasilien, i den avlägsna Javaridalen i den västra delen av delstaten Amazonas i Brasilien. De båda hittades senare mördade.
Tre män har arresterats för morden. Fiskaren Amarildo da Costa da Oliveira har erkänt att han skjutit och dödat både Phillips och Pereira.
Både Phillips och Pereira, hade tidigare mottagit dödshot för sitt arbete med att skydda människor från narkotikahandlare såväl som från illegala gruvarbetare, skogshuggare och jägare.